# Hans Eucker
Hans Eucker (* 25. März 1820 in Oberrosphe im Landkreis Marburg-Biedenkopf; † 13. Juni 1891 ebenda)  war ein deutscher Bürgermeister und Mitglied der Kurhessischen Ständeversammlung.

## Leben
Hans Eucker war in seiner Heimatgemeinde Bürgermeister und erhielt im Jahre 1860 (17. Landtag) in dieser Funktion ein Mandat für die Zweite Kammer der kurhessischen Ständeversammlung, gewählt im Wahlkreis Marburg-Land.
Eucker blieb bis 1863 (20. Landtag) Mitglied des Parlaments. 